# Mammal Species of the World

Wilson & Reeder's Mammal Species of the World (Вилсонове и Ридерине Врсте сисара света), сада у трећем издању, стандардна је референтна публикација у зоологији која даје описе и библиографске податке о свим познатим врстама сисара. Уређује је Дон Е. Вилсон и Диан М. Ридер.
Ажурирано треће издање, Third Edition of Mammal Species of the World, изашло је крајем 2005. године.
Комплетне онлајн верзије хостује Природословни музеј Смитсонијан и Универзитет Бакнел, а некомплетне онлајн верзије доступне су на Гугл књигама (погледајте „Спољашње везе” испод).
Четврто издање тренутно компајлира неколико аутора широм света, а уређују га Диан М. Ридер и Кристофер М. Хелген.